# Pezoloma laricina
Pezoloma laricina är en svampart som först beskrevs av Ellis & Everh., och fick sitt nu gällande namn av Korf 1971. Pezoloma laricina ingår i släktet Pezoloma och familjen Leotiaceae.   Inga underarter finns listade i Catalogue of Life.